# Gábor Földes
Gábor Földes (ur. 31 maja 1923 w Budapeszcie, zm. 15 stycznia 1958 w Győr) – węgierski aktor i reżyser. Ofiara komunizmu na Węgrzech.
Związany był z Teatrem im. Kisfaludyego (węg. Kisfaludy Színház) w Győr. Był zwolennikiem uniezależnienia się od Związku Radzieckiego, wycofania sowieckich wojsk z Węgier i odzyskania przez ten kraj pełnej suwerenności. Popierał Imre Nagya. Został aresztowany 3 maja 1957, po wydarzeniach powstania węgierskiego, a w 1957 skazany na śmierć w sfingowanym procesie pokazowym. Wyrok wykonano 15 stycznia 1958.